# Fédération de République dominicaine de football
La Fédération de République dominicaine de football (Federación Dominicana de Fútbol (es) FEDOFUTBOL) est une association regroupant les clubs de football de République dominicaine et organisant les compétitions nationales et les matchs internationaux de la sélection de République dominicaine.
Fondée en 1953, la FEDOFUTBOL s'est affiliée à la FIFA en 1958 et est membre de la CONCACAF depuis 1964.